# Oltrepò Pavese metodo classico
Oltrepò pavese metodo classico è una DOCG riservata a vini spumanti bianchi e rosati ottenuti con il Metodo classico la cui produzione è consentita nella provincia di Pavia.

## Zona di produzione
La zona di produzione comprende la fascia vitivinicola collinare dell'Oltrepò Pavese ed è così composta:
- l'intero territorio di Borgo Priolo, Borgoratto Mormorolo, Bosnasco, Calvignano, Canevino, Canneto Pavese, Castana, Cecima, Godiasco Salice Terme, Golferenzo, Lirio, Montalto Pavese, Montecalvo Versiggia, Montescano, Montù Beccaria, Mornico Losana, Oliva Gessi, Pietra de' Giorgi, Rocca de' Giorgi, Rocca Susella, Rovescala, Ruino, San Damiano al Colle, Santa Maria della Versa, Torrazza Coste, Volpara, Zenevredo;
- parte del territorio di Broni, Casteggio, Cigognola, Codevilla, Corvino San Quirico, Fortunago, Montebello della Battaglia, Montesegale, Ponte Nizza, Redavalle, Retorbido, Rivanazzano Terme, Santa Giuletta, Stradella, Torricella Verzate.

Alla fine del XX secolo è stato svolto uno studio di zonazione che ha individuato quattro unità territoriali con caratteristiche pedoclimatiche differenti tra loro.

## Storia
Presso Casteggio è stato ritrovato un tralcio di vite risalente ai tempi preistorici, a dimostrazione dell'antichità della viticoltura nell'Appennino tosco-emiliano; nel I secolo Strabone considerava che l'Oltrepò producesse vini di qualità e attribuì ai viticoltori locali l'invenzione della botte.
Anche se alcuni ampelografi ipotizzano la presenza dei genotipi originari dell'uva Pinot già ai tempi dell'Impero Romano, Andrea Bacci fornì riferimenti attendibili all'esistenza dei vitigni Pinolo, Pignolo gentile e Pignolo grappolato, definendo i vini da essi prodotti come "eccellentissimi": da essi potrebbe derivare il Pinot nero attuale, identificato in zona nella seconda metà del XIX secolo tra altri 225 vitigni autoctoni dell'Oltrepò. 
Storicamente però fu il ministro Agostino Depretis a promuovere l'impianto di Pinot nero, seguito dal conte Carlo Giorgi di Vistarino e da Carlo Gancia. che nel 1865 iniziano a elaborare e commercializzare lo Champagne italiano e da Domenico Mazza di Codevilla che addirittura assume un enologo di Reims e progetta una bottiglia in grado di resistere alle alte pressioni. 
La prima forma organizzata di cooperazione si ha nel 1902 con la fondazione della Società Vinicola Stradellina; nacquero in successione le cantine sociali di Montù Beccarla, Broni, Santa Maria della Versa, San Damiano al Colle, Canneto, Casteggio e Torrazza Coste; nel 1907 nasce a Casteggio la SVIC (Società Vinicola Italiana di Casteggio) e a dirigerla viene chiamato Pietro Riccadonna, uno dei padri della spumantistica moderna. Il prodotto varca l’oceano: nel 1912 il cartello pubblicitario "Gran Spumante SVIC" è collocato accanto alla statua della libertà di New York per la commozione e la gioia degli emigranti che cercano fortuna nel nuovo mondo. Con l'inizio della prima guerra mondiale la SVIC chiude i battenti e sol Angelo Ballabio rimane  a Casteggio. Lo spumante secco metodo champenois dell'Azienda Ballabio raggiunge le cantine reali e dal 1931 può fregiarsi in etichetta del contrassegno di fornitore della Real Casa e delle insegne ducali concesse dal duca d'Aosta Emanuele Filiberto. 
Negli anni trenta del Novecento la Cantina Sociale La Versa pone le basi per una professionale spumantizzazione con rifermentazione in bottiglia. Nel 1971 nasce il Consorzio Volontario dei Vini DOC Oltrepò Pavese e nel 1984 buona parte dei produttori fonda l'associazione Produttori del Classese.

## Tecniche di produzione
I vigneti devono essere posti su terreni di natura calcarea o calcareo–argillosa, con allevamento a controspalliera.
Tutte le operazioni di cantina sono consentite nell'intera provincia di Pavia e a Vicobarone e Casa Bella, frazioni di Ziano Piacentino (in provincia di Piacenza);  per la spumantizzazione è obbligatorio utilizzare la rifermentazione in bottiglia, con permanenza sulle fecce di quindici mesi, che salgono a ventiquattro per il millesimato.
Le uve e il vino base possono essere declassati alla DOC Oltrepò Pavese Pinot nero esclusivamente tramite scelta vendemmiale. 
È vietato utilizzare il termine "Vino Spumante" e produrre spumante dolce; il contenuto zuccherino va sempre indicato, mentre è facoltativa l'indicazione dell'annata di produzione. Obbligatorio il tappo di sughero a fungo con ancoraggio a gabbietta, marchiato con la dicitura "Oltrepò Pavese metodo classico".

## Disciplinare
La DOC è stata approvata con DPR 06.08.1970 G.U. 273

La DOCG è giunta con D.M. 27.07.2007 G.U. 183

Successivamente il disciplinare ha subito le seguenti modifiche:
- Comunicato G.U. 199 – 28.08.2007
- D.M. 30.11.2011 G.U. 295 – 20.12.2011

La versione in vigore è stata approvata con D.M. 7.03.2014 pubblicato sul sito ufficiale del Mipaaf.

## Tipologie

### Oltrepò Pavese metodo classico
Il vino rosé può essere immesso al consumo anche con la tipologia "cremant".
Le quattro tipologie sono molto simili tra loro, pertanto vengono accorpate in un'unica tabella.
| Tipologia                      | metodo classico                                                                                 | metodo classico rosé                                                                            | metodo classico Pinot nero                                                                       | metodo classico Pinot nero rosé                                                                  |
| uvaggio                        | Pinot nero minimo 70% Chardonnay, Pinot grigio e Pinot bianco anche congiuntamente 30% massimo. | Pinot nero minimo 70% Chardonnay, Pinot grigio e Pinot bianco anche congiuntamente 30% massimo. | Pinot nero minimo 850% Chardonnay, Pinot grigio e Pinot bianco anche congiuntamente 15% massimo. | Pinot nero minimo 850% Chardonnay, Pinot grigio e Pinot bianco anche congiuntamente 15% massimo. |
| titolo alcolometrico minimo    | 11,50 % vol.                                                                                    | 11,50 % vol.                                                                                    | 12,00% vol.                                                                                      | 12,00% vol.                                                                                      |
| acidità totale minima          | 5,00 g/l.                                                                                       | 5,00 g/l.                                                                                       | 5,50 g/l.                                                                                        | 5,00 g/l.                                                                                        |
| estratto secco minimo          | 15,00 g/l                                                                                       | 15,00 g/l                                                                                       | 15,00 g/l                                                                                        | 15,00 g/l                                                                                        |
| resa massima di uva per ettaro | 100 q.                                                                                          | 100 q.                                                                                          | 100 q.                                                                                           | 100 q.                                                                                           |
| resa massima di uva in vino    | 60%                                                                                             | 65%                                                                                             | 60%                                                                                              | 65%                                                                                              |

#### Caratteri organolettici
Il profumo è ampio, con sentori di crosta di pane e frutta secca. Al palato è secco, fresco, di struttura elegante e con buona acidità.

#### Abbinamenti consigliati
Ottimo come aperitivo e con tutte le portate.